# Hein Petersen, vom Schiffsjungen zum Matrosen
Hein Petersen, vom Schiffsjungen zum Matrosen ist ein Dokumentarfilm mit Spielszenen, der 1917 vom Deutschen Militär zu propagandistischen Zwecken hergestellt wurde.

## Inhalt
Der Film beginnt damit, dass der junge Hein Petersen sich bei der Marine verpflichtet und mit dem Zug bei der Schiffsjungensammelstelle, beim Preußischen Staatsbahnhof, in der Flensburger Innenstadt, ankommt. Am dortigen Hafen wartet ein Dampfer, der die neuen Schiffsjungen über die Förde nach Mürwik bringt, wo sich die Marineschule Mürwik und die Torpedostation mit der König Wilhelm befindet. An Bord des Wohnhulks König Wilhelm wird Hein mit den anderen Anwärtern als Erstes in die Stammrolle aufgenommen. Danach erhält Hein seinen Matrosenanzug und wird zusammen mit einigen Kameraden fotografiert, womit er ein Bild für seine Eltern daheim bekommt. Die Ausbildung, zu der sportliche Übungen gehören, beginnt bald darauf. Die Schiffsjungen rudern zusammen in Mannschaftsbooten auf der Förde. Die erste Essensration besteht aus Suppe, welche in einem großen Kessel gekocht wird. Zum abendlichen Dienstende spielt eine Militärkapelle. Die Schiffsjungen werden gemustert und erhalten eine Hängematte, welche sie, wieder an Bord, sogleich in dessen Schiffsraum aufhängen. Hein hat sich wie die anderen Schiffsjungen zur Ruhe begeben und träumt davon, wie seine Familie ein Paket mit Lebensmitteln von ihm erreicht.

## Hintergrund
Der Werbefilm zur Rekrutierung von Marinesoldaten wurde zum Ende des Ersten Weltkrieges auf Veranlassung der Schiffsjungen-Ausbildungs-Division in Flensburg-Mürwik vom Bild- und Filmamt (BUFA) produziert und sollte offenbar als Vorfilm eingesetzt werden. Der Filmdreh fand offensichtlich vollständig in Flensburg statt. Selbst die Anfangsszenen, die gemäß der Handlung anderorts spielen sollen, wurden gut erkennbar, am Flensburger Hafen sowie beim Gutshaus Kielseng gedreht. Mit der Zensurprüfung im Juli 1917 wurde der Film als „Jugendfrei“ eingestuft. Der Marinefilm wurde offensichtlich nicht nur in Deutschland, sondern auch in der Schweiz vorgeführt. Harry Graf Kessler notierte in einem Wochenbericht 1918 hinsichtlich des Films: „gefällt sehr gut und erregt lebhaftes Interesse.“ Kurz nach dem Krieg, im Jahr 1921, wurde der Film von der Ufa um fast die Hälfte gekürzt, mit neuen Zwischentiteln ausgestattet und als „Hein Petersen“ erneut ins Kino gebracht. Die Marine suchte neuen Nachwuchs für den Aufbau der neuen Reichsmarine.
Die EU förderte 2012 bis 2014 im Rahmen des Projektes EFG1914, die Digitalisierung von Filmen aus der Zeit des Ersten Weltkrieges. Im Rahmen dieser Förderung wurde auch der besagte Film digitalisiert und kostenfrei über das Internet-Portal European Film Gateway zugänglich gemacht. Eine Klavierbegleitung, die offenbar in den Kinos ursprünglich erfolgte, wurde dabei nicht neu eingespielt.